# Holla If Ya Hear Me
"Holla If Ya Hear Me" é um single do rapper Tupac Shakur de seu segundo álbum de estúdio Strictly 4 My N.I.G.G.A.Z.. Foi o primeiro single do álbum. É uma das músicas mais violentas de 2Pac com assuntos que retratam um estilo de vida perturbador dos negros dos guetos americanos como a pobreza, a violência da polícia e também a perseguição política que Shakur recebia de Dan Quayle o vice-presidente dos Estados Unidos na época. A canção foi usada por Michael Eric Dyson como o título do seu livro sobre a vida de Tupac.

## Vídeo musical
O vídeo musical feito para o single foi filmado inteiramente em preto e branco. os clipes de vídeo foram filmados em um ritmo energético, quase caótico. O vídeo começa a partir do ponto de vista de um garoto que testemunha a morte de seu pai. Depois de ver sua mãe, lembrando de seu marido perdido, o garoto encontra dinheiro em casa e leva para a rua, depois compra uma arma em um beco. Perto do final do vídeo, Tupac, ostentando um colete à prova de balas, está andando em um campo de tiro com um grupo de jovens que estão atirando em alvos de papel. Na cena final, Tupac e companhia não o deixaram, e o menino se vê sozinho no campo de tiro. Ele tira o boné de beisebol e revela ser uma menina.